# Mario Kasun
Mario Kasun (Vinkovci, Croàcia, 5 d'abril de 1980) és un jugador de bàsquet croata que mesura 2.16 metres i pesa uns 120 quilos. La seva posició en la pista és la de pivot. Agilitat i força el caracteritzen.
Va començar la seva carrera en el club local de Delnice i posteriorment va signar el seu primer contracte professional amb el KK Zrinjevac de Zagreb. Poc després va marxar als Estats Units, en on s'enrolà en la Universitat de Gonzaga, però va ser inelegible i no va poder disputar cap encontre oficial. Va formar part de la selecció sub-21 de Croàcia el 2000, any del seu fitxatge pel Reihn Energy de Colònia.
El 2002 va ser seleccionat per Los Angeles Clippers en el lloc número 41 de la segona ronda del Draft de l'NBA. El 26 de juny fou traspassat a Orlando Magic a canvi de futures consideracions. El 2003 fitxà per l'Opel Skyliners de Frankfurt, equip amb el qual va aconseguir la lliga alemanya, trencant així la ratxa de l'Alba Berlín després de quinze anys, a més de disputar la Copa ULEB de la temporada 2003-2004.
El 2004 va tornar als Magic de l'NBA, en on en la temporada 2004-2005 va jugar 45 partits amb una mitjana de 7.9 minuts per partit i en la següent solament 28. Les lesions i la falta de confiança dels tècnics no li van permetre tenir èxit.
Kasun va formar part de la selecció de Croàcia en l'Eurobasket 2005, destacant al campionat.
Del juliol de 2006 a l'Agost del 2008 va formar part de la plantilla del FC Barcelona.

## Palmarès
- 1 Lliga alemanya: 2003-04 amb l'Opel Skyliners
- 1 Copa del Rei: 2007 amb el FC Barcelona
- 1 Lliga turca: 2008-09 amb l'Efes Pilsen
- 1 Copa turca: 2009 amb l'Efes Pilsen
- 1 Copa croata: 2011 amb el KK Zagreb